# Tlaltenango (kommun)
Tlaltenango är en kommun i Mexiko.   Den ligger i delstaten Puebla, i den sydöstra delen av landet, 90 km öster om huvudstaden Mexico City. Antalet invånare är 6 269. Arean är 37 kvadratkilometer.
Terrängen i Tlaltenango är en högslätt.
Följande samhällen finns i Tlaltenango:
- Tlaltenango